# Verbandsgemeinde Otterbach-Otterberg
La comunità amministrativa Otterbach-Otterberg (Verbandsgemeinde Otterbach-Otterberg) si trova nel circondario di Kaiserslautern nella Renania-Palatinato, in Germania.
La comunità amministrativa è stata costituita il 1º luglio del 2014 dall'unione delle comunità amministrative di Otterbach e Otterberg e comprende 12 comuni.

## Comuni
Fanno parte della comunità amministrativa i seguenti comuni:
| Comune, città                        | Sup. (km²) | Abitanti |
| ------------------------------------ | ---------- | -------- |
| Frankelbach                          | 5,29       | 298      |
| Heiligenmoschel                      | 8,68       | 574      |
| Hirschhorn/Pfalz                     | 3,32       | 758      |
| Katzweiler                           | 9,42       | 1 895    |
| Mehlbach                             | 9,02       | 1 097    |
| Niederkirchen                        | 23,85      | 1 881    |
| Olsbrücken                           | 7,22       | 1 058    |
| Otterbach                            | 6,20       | 4 072    |
| Otterberg, città                     | 32,10      | 5 377    |
| Schallodenbach                       | 7,46       | 856      |
| Schneckenhausen                      | 3,71       | 549      |
| Sulzbachtal                          | 6,71       | 439      |
| Verbandsgemeinde Otterbach-Otterberg | 122,97     | 18 854   |

(Abitanti al 31 dicembre 2021)